# Теплова головка самонаведення

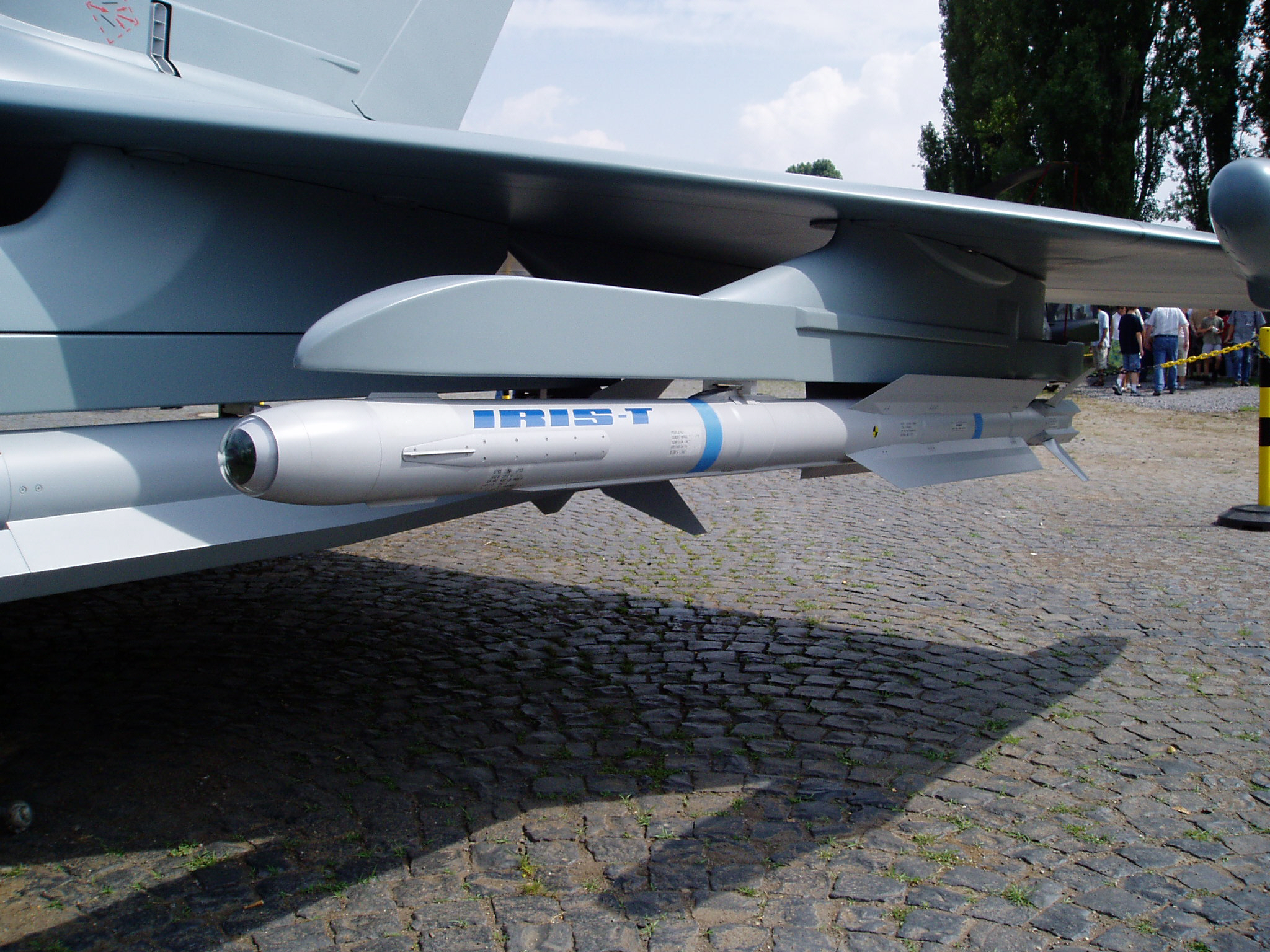
Ракета IRIS-T класу «повітря-повітря»

Теплова головка самонаведення (Інфрачервона головка самонаведення, ІЧ ГСН; англ. Heatseeker) — головка самонаведення, належить до класу пасивних систем наведення і працює за принципом перехоплення інфрачервоного випромінення, що створює захоплена ціль.
Є оптоелектронним пристроєм, який призначено для ідентифікації цілі та видачі в автоматичний прицільний пристрій (АПП) сигналу захоплення, а також для вимірювання і видачі автопілоту сигналу кутової швидкості лінії візування.
Ракети, які використовують інфрачервоне випромінення для пошуку цілі часто називають «тепловими», оскільки значення частоти хвилі інфрачервоного випромінення нижче видимого спектра світла і випромінюється гарячими тілами. Багато об'єктів, наприклад люди, двигуни літаків і автомобілів генерують і утримують тепло, і завдяки цьому, особливо помітні в інфрачервоному діапазоні довжини світлових хвиль в порівнянні з об'єктами фонового середовища.

## Історія
Перше широке використання ракет з ІЧ ГСН відбулося під час війни у В'єтнамі. Результати були не надто успішними: AIM-4 Falcon, основна ракета ВПС США, влучала лише в 9% випадків. AIM-9 Sidewinder показувала лише трохи кращі результати, залежно від моделі результативність доходила до 14%. Стало зрозуміло, що існує дві основні проблеми, які призводять до настільки низької результативності. Перша з них полягала в тому, що пілоти могли вести вогонь лише тоді, коли ракета бачила свою ціль у ГСН, тобто коли вона була прямо перед літаком-носієм. Однак у ГСН було дуже обмежене поле огляду, тому, для прикладу, якщо ціль летіла під прямим кутом до пускової установки, то вона вилітала з поля зору ГСН відразу як тільки та залишила стартову рейку. Інша проблема полягала в невеликій максимальній відстані на якій ракета може досягти ціль. США намагались обходити ці проблеми за допомогою спеціальної підготовки, щоб допомагати пілотам розуміти межі своїх ракет і навчити керувати літаками в положеннях, які максимізували ймовірність попадання.
Ще наприкінці 1960-х років почались спроби модифікувати ГСН, щоб вирішити проблему низької результативності. Основна ідея покращення полягала в тому, що якщо ціль знаходиться десь попереду, але ще не захоплена ГСН ракети, то варто дати пілотам можливість запустити ракету, яка побачить свою ціль вже після запуску. Британські інженери з Hawker Siddeley змогли створити прототипи - ракети SRAAM дуже малого радіуса дії, але які могли повертати досить швидко, щоб утримувати ціль у полі зору незалежно від параметрів запуску. Проте 1974 року програму було призупинено, а пізніше скасовано. США розпочали аналогічний проєкт AIM-95 Agile для озброєння нових F-14 і F-15. Це було схоже на SRAAM за концепцією, лише трохи покращено характеристики. Цей проєкт також не дійшов до взяття на озброєння і був скасований в 1975 році. Основною причиною закриття стала розробка нової моделі AIM-9L Super Sidewinder яка мала всеракурсну дводіапазонну ІЧ ГСН, з новим фотоприймачем на основі антимоніду індію охолоджуваного аргоном (всі попередні моделі були на основі сульфіду свинцю). За рахунок цього з'явилася можливість обстрілу повітряних цілей, які летять будь-яким курсом з будь-якого напряму. Також було збільшено і покращено бойову частину, ракета також мала дистанційний підривач з лазерним датчиком цілі. Була прийнята на озброєння в 1976 році і вперше застосоване з високою ефективністю (імовірність ураження цілі однією ракетою склала 80%) під час Фолклендської війни в 1982 році.

## Типи теплових головок
В інфрачервоних датчиках таких головок використовуються в основному три матеріали сульфід свинцю (II) (PBS), антимонід індію (InSb) і Меркурій кадмій телурид (КРТ). Старіші датчики зазвичай використовували PBS, нові датчики здебільшого використовують InSb або КРТ. Всі датчики працюють краще при охолодженні, оскільки вони стають чутливішими і здатними до вияву порівняно холодніших об'єктів.
Ранні інфрачервоні головки були найефективнішими у виявленні інфрачервоного випромінювання з короткими довжинами хвиль, такими як 4.2 мікрон, які характерні для двоокису вуглецю, що є викидом реактивного двигуна. Такі головки самонаведення, які найчутливіші до діапазону хвиль довжиною від 3 до 5 мікрон, зараз називаються "одноколірними" або однодіапазонними головками. Сучасні інфрачервоні головки самонаведення часто працюють в діапазоні довжин хвиль від 8 до 13 мікрон, які в найменшій мірі поглинаються атмосферою. Такі головки називаються "двоколірними" або дводіапазонними системами. Ракети з таким діапазоном важче збити з цілі за допомогою засобів інфрачервоної протидії, таких як фальшиві теплові цілі.
А втім, найсучасніші ракети з інфрачервоною головкою самонаведення, наприклад, ASRAAM, мають інфрачервону матрицю, яка дозволяє сформувати інфрачервоне зображення цілі (як у тепловізорі), і це дозволяє ракеті відрізняти літальний апарат від точкових джерел випромінення теплових пасток . Такі ракети називаються тепловізійними і мають ряд переваг, основною з яких є широкий кут огляду, завдяки якому пілоту не потрібно направляти свій літак строго на ціль для запуску ракети. Пілоту сучасного винищувача достатньо поглянути на ціль, щоб використати нашоломну систему цілевказівки атакувати її ракетами з ІЧ головкою самонаведення. На російських винищувачах МіГ-29 и Су-27 в додаток до РЛС використовується опто-електронна система цілевказівки, яка дозволяє визначати дальність до цілі і наводити ракети, не демаскуючи себе увімкненим радаром.

## Траєкторії сканування і модуляція
Здатність ракети протидіяти фальшивим цілям залежіть від методу, за допомогою якого ракета сканує простір перед собою для пошуку і визначення цілей. Перші ракети використовувати так званий модулювальний диск або модулювальний растр, в яких перед детектором інфрачервоного випромінення розміщувалася прозора пластина з послідовністю прозорих і непрозорих сегментів на ній. Перші диски мали простий шпицеподібний візерунок сегментів, але згодом почали використовувати більш складні способи виділення прозорих сегментів на диску для збільшення точності, роздільної здатності і відсіювання інфрачервоного випромінювання довколишнього середовища і засобів інфрачервоної протидії ракетам. Задачею цих барабанів було створення модуляції зображення для визначення відстані цілі від центру. Ця інформація використовувалась шукачем для вирівнювання ракети відносно цілі, а повороти модулювального диску потім використовувались комп'ютером ракети для того, щоб направити ракету в бік цілі.
Також були ракети, які використовували так звану розетку, метод сканування при якому не використовується модулювальний диск, а використовував оптичну схему для сканування поля зору за траєкторією, що схожа на пелюстки розетки. Цей метод є проміжним кроком між ранніми системами сканування із застосуванням модулювальних дисків і сучасних тепловізійних систем, але він досі широко використовується в деяких ПЗРК.
Найсучасніші ракети з тепловим наведенням використовують тепловізійні системи, в яких ІЧ/УФ датчики представлені у формі матриць в фокальній площині, які здатні "бачити" в інфрачервоному діапазоні, аналогічно тому як працюють матриці ПЗЗ в цифрових камерах. Це ускладнює процедуру обробки сигналу, але дозволяє створити точнішу систему, яку важко обманути фальшивими цілями. На додачу до того, що такі ракети складніше обманути тепловими пастками, їх так само з меншою імовірністю можна ввести
в оману направивши проти сонця, що є ще одним відомим засобом як можна збити ракету з тепловим наведенням з курсу. Використовуючи вдосконалені технології обробки зображень, інформація про форму цілі може бути використана для того, щоб визначити найвразливішу її частину, на яку скеровується ракета.

## Відстежування цілей
Коли ракета запускається, вона не може завжди точно бути спрямованою на ціль. Більшість ракет з тепловим наведенням використовують карданний підвіс для фіксації шукача (камери). Це дозволяє спрямовувати датчик на ціль, навіть якщо ракета направлена в іншу сторону. Зазвичай, пілот або оператор вказує координати точки цілі шукачу фіксуючи її за допомогою радара, системи зору на шоломі пілота, оптичного прицілу, або можливо наведенню носа літака або ракетної пускової установки безпосередньо на ціль. Коли шукач ракети бачить і впізнає ціль, вона повідомляє про це оператору за допомогою сигналу, який зазвичай підтверджує її (дозволяє ракеті слідувати за ціллю). Після того як ракета починає стежити за ціллю, вона може діяти самостійно, куди б не рухався літак чи установка. Одразу після запуску, ракета не в змозі контролювати напрямок руху доки не заведеться двигун і не набере досить високої швидкості для того, щоб її крила могли контролювати траєкторію польоту. Доти камера на карданному підвісі повинна мати змогу відстежувати ціль самостійно.
Нарешті, навіть у той період, коли ракета перебуває під позитивним контролем і прямує у напрямку для перехоплення цілі, вона, ймовірно не буде вказувати точно на неї; хіба що ціль не буде прямувати прямо назустріч чи від установки запуску. Найкоротший шлях для виходу на ціль не буде прямою лінією, оскільки ціль зазвичай рухається в бічному напрямку відносно ракети. Перші теплові ракети просто направлялись на знайдену ціль та переслідували її, але це було не ефективно. Новітні ракети стали розумнішими і використовують карданні підвіси і метод, відомий як 
пропорційна навігація для того, щоб уникати відхилень і летіти до цілі по найкоротшій, найоптимальнішій траєкторії.

## Охолодження
Всеракурсні головки самонаведення зазвичай потребують охолодження, що допомагає підвищити їхню чутливість до необхідного значення для захоплення сигналів нижчого рівня, які реєструються спереду чи збоку літака. Фонове тепло всередині датчика, чи аеродинамічно підігріте вікно сенсора, можуть перекривати слабкий сигнал, який надходить до сенсору від цілі. (ПЗЗ матриці в камерах мають ті самі проблеми; вони утворюють набагато більше «шуму» працюючи при високих температурах.) Сучасні всеракурсні ракети такі як AIM-9M Sidewinder і FIM-92 Stinger використовують для охолодження сенсорів стислий газ, такий як аргон, щоб мати можливість фіксувати ціль на великих відстанях в будь-яких діапазонах. Деякі ракети такі як AIM-9J і ранні моделі R-60 використовували термоелектричний охолоджувач Пельтьє.
Сучасні тепловізійні матриці і технології створення мікроболометричних датчиків дозволяють створювати ІЧ детектори для ракет, які не потребують спеціального охолодження. Це дозволяє здешевити розробку ракет з тепловими головками самонаведення. Наприклад, така технологія була використана для модернізації ракети комплексу FGM-148 Javelin модифікації G. Створення нової ГСН, в якій використаний новий комерційний інфрачервоний прилад, що не потребує охолодження, дозволило скоротити вартість на 40 % в порівнянні з охолоджуваними інфрачервоними технологіями.

## Моделі теплових головок самонаведення

### 36Т
Є всеракурсною ГСН, що призначена для використання в ракетах класу "повітря-повітря". Застосовується в ракеті Р-27Т, що перебуває на озброєнні літаків МіГ-29 та Су-27. Захоплює ціль за її інфрачервоному випромінюванню в двох діапазонах ІЧ випромінювання (має два спектральні канали). Захищена від дії природних та штучних перешкод.
- Дальність захоплення цілі на висоті 10 тис. м. становить 15-50 км.
- Поле захоплення - ±1 градус.
- Кут супроводу цілі - ±60 град.
- Кутова швидкість супроводу - не менше 15 град./с.

### УА-96
Призначення для ракет "повітря-повітря" малої дальності стрільби: Р-60, Р-60М, які перебувають на озброєнні літаків МіГ-21, Міг-23МЛ, Міг-25ПД, Міг-29, Міг-29С, МіГ-31, Су-17М3,М4, Су-25. Наведення на ціль здійснюється методом пропорційної навігації. Головка створена в Києві на підприємстві ЦКБ "Арсенал".
- Дальність захоплення цілі в передній полусфері - від 0,3 до 10 км.
- Пеленгування цілі - ±44 град.
- Кут цілевказання - ±60 град.
- Кутова швидкість супроводу - не менше 30 град./с.
- Висота застосування - до 20 км.
- Робочий діапазон - ІЧ, середні хвилі.

### МК-80
Є всеракурсною ГСН, що призначення для ракет "повітря-повітря" малої дальності стрільби, наприклад для ракети Р-73, яка перебуває на озброєнні літаків МіГ-21, Міг-23МЛ, Міг-29С, М, Су-25, Су-27, Су-30МК, Су-32, Су-33, Су-35. Наведення на ціль здійснюється методом пропорційної навігації. Головка створена в Києві на підприємстві ЦКБ "Арсенал".
- Дальність захоплення цілі в передній полусфері - від 0,3 до 10-15 км.
- Пеленгування цілі - ±75 град.
- Кут цілевказання - ±45(±60) град.
- Кутова швидкість супроводу - 60 град./с.
- Висота застосування - до 25 км.
- Робочий діапазон - ІЧ, середні хвилі.

### ММ-2000
Використовується в нових авіаційних ракетах малої дальності і ближнього маневрового повітряного бою. Типи цілей, які вражає ракета: літаки, вертольоти, крилаті ракети, БПЛА. Наведення на ціль здійснюється методом пропорційної навігації. Головка є всеракурсною і працює при температурі довколишнього середовища від -50 до +60 °C. Використовує високочутливий двоспектральний пиймач ІЧ випромінювання. Головка створена в Києві на підприємстві ЦКБ "Арсенал".
- Робочий діапазон - ІЧ, середньохвильовий двохспектральний.
- Дальність захоплення цілі в передній полусфері - від 15 до 20 км.
- Ймовірність селекції цілі в умовах активних перешкод - > 0,9
- Поле зору - 5 град.
- Поле огляду - ±75 град.
- Кут цілевказання - ±60 град.
- Максимальна кутова швидкість автосупроводу цілі - 60 град./с.

## Ракети, що оснащено інфрачервоними головками самонаведення
Наведений нижче список не є повним та вичерпним.
- AIM-132 ASRAAM (Велика Британія)[15]
- IRIS-T (Німеччина)[16]
- Р-60, Р-60М (Росія)[17]
- Р-73 (Росія)[18]
- AIM-9 Sidewinder (США)[19]
- Magic (Франція)[20]
- FGM-148 Javelin